# Campionatul Mondial de Atletism din 2022 - 400 m garduri (masculin)
Proba masculină de 400 m garduri de la Campionatul Mondial de Atletism din 2022 a avut loc în perioada 16-19 iulie 2022 pe Hayward Field din Eugene, SUA.

## Timpul de calificare
Timpul standard pentru calificare a fost 48:90.

## Program
Ora este ora SUA (UTC-7) 
| Data          | Oră   | Etapă      |
| ------------- | ----- | ---------- |
| 16 iulie      | 13:20 | Calificări |
| 17 iulie      | 18:03 | Semifinale |
| 19 iulie 2022 | 19:50 | Finala     |

## Rezultate

### Calificări
Primii 4 atleți din fiecare serie (C) împreună cu 4 atleți cu cei mai buni timpi (c) s-au calificat în semifinale.
| Loc | Serie | Sportiv                 | Țară                       | Timp  | Note  |
| --- | ----- | ----------------------- | -------------------------- | ----- | ----- |
| 1   | 5     | Khallifah Rosser        | Statele Unite ale Americii | 48,62 | C     |
| 2   | 4     | Rasmus Mägi             | Estonia                    | 48,78 | C     |
| 3   | 1     | Rai Benjamin            | Statele Unite ale Americii | 49,06 | C     |
| 4   | 4     | Thomas Barr             | Irlanda                    | 49,15 | C, SB |
| 5   | 4     | Gerald Drummond         | Costa Rica                 | 49,16 | C     |
| 6   | 4     | Trevor Bassitt          | Statele Unite ale Americii | 49,17 | C     |
| 7   | 3     | Karsten Warholm         | Norvegia                   | 49,34 | C, SB |
| 8   | 4     | Alastair Chalmers       | Marea Britanie             | 49,37 | c     |
| 9   | 2     | Alison dos Santos       | Brazilia                   | 49,41 | C     |
| 10  | 2     | Kemar Mowatt            | Jamaica                    | 49,44 | C     |
| 11  | 4     | Shawn Rowe              | Jamaica                    | 49,51 | c     |
| 12  | 1     | Abdelmalik Lahoulou     | Algeria                    | 49,58 | C     |
| 13  | 2     | Wilfried Happio         | Franța                     | 49,60 | C     |
| 14  | 5     | Ramsey Angela           | Țările de Jos              | 49,62 | C     |
| 15  | 5     | Carl Bengtström         | Suedia                     | 49,64 | C     |
| 15  | 1     | Ezekiel Nathaniel       | Nigeria                    | 49,64 | C     |
| 17  | 2     | Nick Smidt              | Țările de Jos              | 49,80 | C     |
| 18  | 3     | Julien Watrin           | Belgia                     | 49,83 | C     |
| 19  | 4     | Yasmani Copello         | Turcia                     | 49,83 | c     |
| 20  | 5     | Kyron McMaster          | Insulele Virgine Britanice | 49,98 | C     |
| 21  | 1     | Kazuki Kurokawa         | Japonia                    | 50,02 | C     |
| 22  | 3     | Jaheel Hyde             | Jamaica                    | 50,03 | C     |
| 23  | 2     | Sokwakhana Zazini       | Africa de Sud              | 50,09 | c     |
| 24  | 5     | Mario Lambrughi         | Italia                     | 50,18 |       |
| 25  | 5     | Pablo Andrés Ibáñez     | El Salvador                | 50,18 |       |
| 26  | 3     | Moitalel Naadokila      | Kenya                      | 50,19 | C     |
| 27  | 1     | Chen Chieh              | Taipeiul Chinez            | 50,28 |       |
| 28  | 3     | Julien Bonvin           | Elveția                    | 50,40 |       |
| 29  | 2     | Takayuki Kishimoto      | Japonia                    | 50,66 |       |
| 30  | 5     | Vít Müller              | Cehia                      | 50,71 |       |
| 31  | 2     | Jabir Madari Palliyalil | India                      | 50,76 |       |
| 32  | 1     | Chris McAlister         | Marea Britanie             | 51,55 |       |
| 33  | 4     | Mahau Suguimati         | Brazilia                   | 52,43 |       |
| 34  | 3     | Ned Azemia              | Seychelles                 | 53,07 |       |
| 35  | 3     | Juander Santos          | Republica Dominicană       | 58,80 |       |
| 98  | 1     | Jordin Andrade          | Capul Verde                | NT    |       |
| 99  | 1     | Dany Brand              | Elveția                    | NS    |       |

### Semifinale
Primii doi atleți din fiecare serie (C) și următorii doi atleți cu cel mai bun timp (c) s-au calificat în finală.
| Loc | Serie | Sportiv             | Țară                       | Timp  | Note  |
| --- | ----- | ------------------- | -------------------------- | ----- | ----- |
| 1   | 2     | Alison dos Santos   | Brazilia                   | 47,85 | C     |
| 2   | 3     | Karsten Warholm     | Norvegia                   | 48,00 | C, SB |
| 3   | 3     | Wilfried Happio     | Franța                     | 48,14 | C, PB |
| 4   | 2     | Trevor Bassitt      | Statele Unite ale Americii | 48,17 | C     |
| 5   | 3     | Khallifah Rosser    | Statele Unite ale Americii | 48,34 | c     |
| 6   | 2     | Rasmus Mägi         | Estonia                    | 48,40 | c     |
| 7   | 1     | Rai Benjamin        | Statele Unite ale Americii | 48,44 | C     |
| 8   | 3     | Kemar Mowatt        | Jamaica                    | 48,59 |       |
| 9   | 2     | Carl Bengtström     | Suedia                     | 48,75 |       |
| 10  | 2     | Abdelmalik Lahoulou | Algeria                    | 48,90 |       |
| 11  | 1     | Jaheel Hyde         | Jamaica                    | 49,09 | Q     |
| 12  | 2     | Moitalel Naadokila  | Kenya                      | 49,34 |       |
| 13  | 2     | Gerald Drummond     | Costa Rica                 | 49,37 |       |
| 14  | 1     | Julien Watrin       | Belgia                     | 49,52 |       |
| 15  | 3     | Nick Smidt          | Țările de Jos              | 49,56 |       |
| 16  | 3     | Kazuki Kurokawa     | Japonia                    | 49,69 |       |
| 17  | 1     | Ramsey Angela       | Țările de Jos              | 49,77 |       |
| 18  | 2     | Shawn Rowe          | Jamaica                    | 49,80 |       |
| 19  | 1     | Thomas Barr         | Irlanda                    | 50,08 |       |
| 20  | 3     | Sokwakhana Zazini   | Africa de Sud              | 50,22 |       |
| 21  | 1     | Alastair Chalmers   | Marea Britanie             | 50,54 |       |
| 22  | 1     | Yasmani Copello     | Turcia                     | 51,49 |       |
| 23  | 3     | Ezekiel Nathaniel   | Nigeria                    | 54,18 |       |
|     | 1     | Kyron McMaster      | Insulele Virgine Britanice | NS    |       |

### Finala
Finala a avut loc pe 19 iulie.
| Loc | Sportiv           | Țară                       | Timp  | Note    |
| --- | ----------------- | -------------------------- | ----- | ------- |
| 1   | Alison dos Santos | Brazilia                   | 46,29 | RC, RCo |
| 2   | Rai Benjamin      | Statele Unite ale Americii | 46,89 | SB      |
| 3   | Trevor Bassitt    | Statele Unite ale Americii | 47,39 | PB      |
| 4   | Wilfried Happio   | Franța                     | 47,41 | PB      |
| 5   | Khallifah Rosser  | Statele Unite ale Americii | 47,88 |         |
| 6   | Jaheel Hyde       | Jamaica                    | 48,03 | PB      |
| 7   | Karsten Warholm   | Norvegia                   | 48,42 |         |
| 8   | Rasmus Mägi       | Estonia                    | 48,92 |         |